# دینو مایوری
دینو مایوری (ایتالیایی: Dino Maiuri؛ ۸ دسامبر ۱۹۱۶ – ۱۳ سپتامبر ۱۹۸۴) یک کارگردان، فیلم‌نامه‌نویس، تهیه‌کننده، و نویسنده اهل ایتالیا بود.